# 大桑村

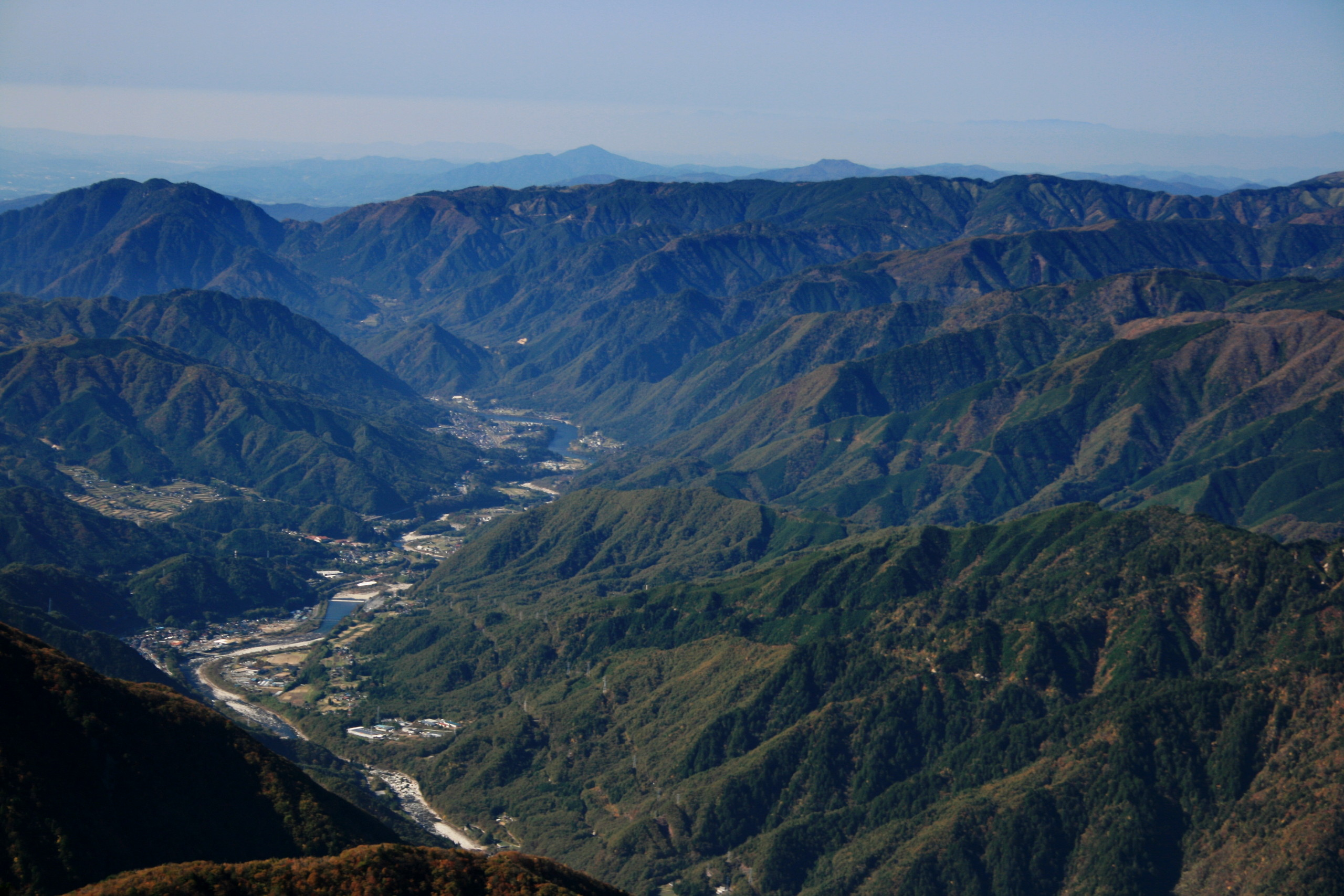
木曽谷南部に位置する大桑村

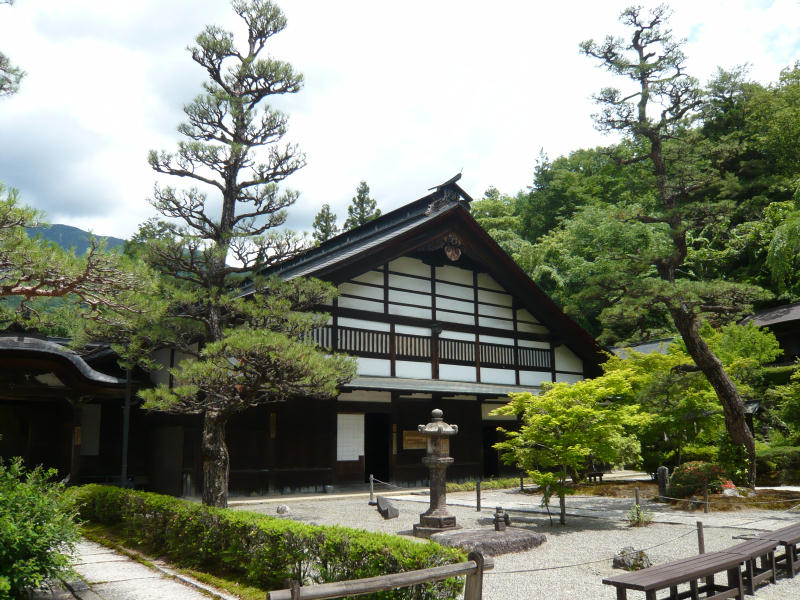
定勝寺庫裡

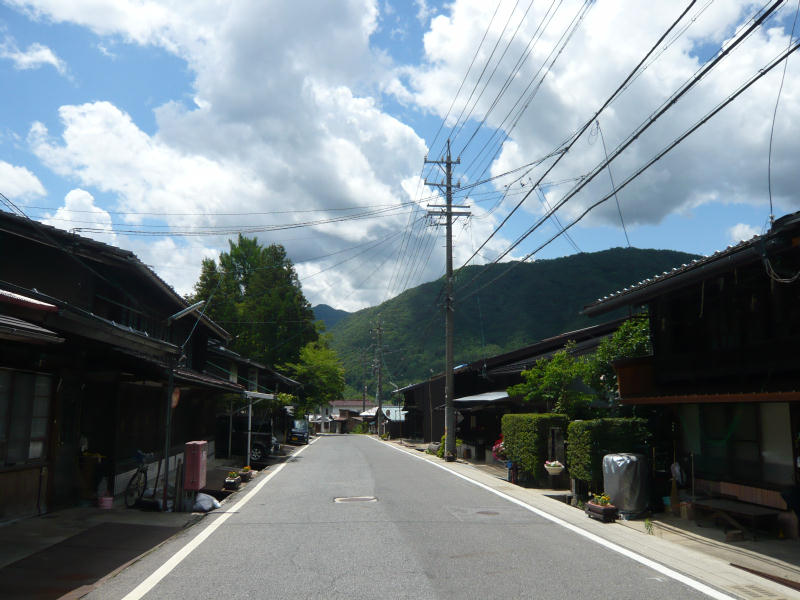
須原宿の町並み

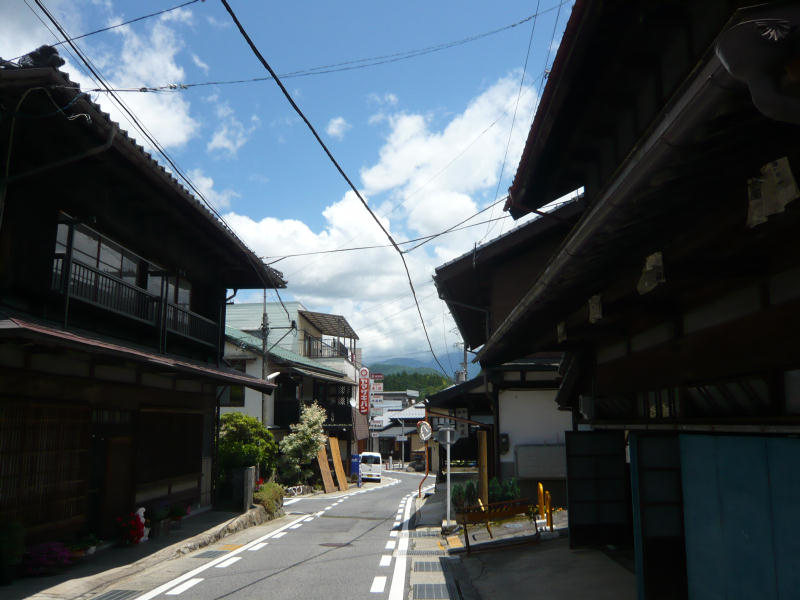
野尻宿の町並み

大桑村（おおくわむら）は、長野県木曽郡に属している村。木曽谷の南部に位置する山間の村である。

## 地理
長野県長野県の南西部に位置する大桑村は、東西30km、南北10km、総面積234.47平方kmの山村である。東を木曽山脈、西を阿寺山地に挟まれた山間の村で、村の中央部を木曽川が南北に貫流する。旧中山道須原宿・野尻宿をはじめ、集落は木曽川沿いの僅かな平坦地に集中している。地形は急峻で、村の総面積の96%を山林が占めている。

### 山岳
主な山
- 宝剣岳
- 空木岳
- 南駒ヶ岳
- 越百山
- 安平路山
- 摺古木山
- 飯盛山
- 奥三界岳
- 井出小路山
- 糸瀬山

### 河川
主な川
- 木曽川
- 伊奈川
- 阿寺川

### 人口
| |                                        |  |
| 大桑村と全国の年齢別人口分布（2005年） | 大桑村の年齢・男女別人口分布（2005年） |  |
| ■紫色 ― 大桑村 ■緑色 ― 日本全国 | ■青色 ― 男性 ■赤色 ― 女性              |  |
| 大桑村（に相当する地域）の人口の推移 \| 1970年（昭和45年） \| 6,338人 \| \| \| 1975年（昭和50年） \| 6,025人 \| \| \| 1980年（昭和55年） \| 5,637人 \| \| \| 1985年（昭和60年） \| 5,588人 \| \| \| 1990年（平成2年） \| 5,160人 \| \| \| 1995年（平成7年） \| 5,015人 \| \| \| 2000年（平成12年） \| 4,770人 \| \| \| 2005年（平成17年） \| 4,457人 \| \| \| 2010年（平成22年） \| 4,145人 \| \| \| 2015年（平成27年） \| 3,825人 \| \| \| 2020年（令和2年） \| 3,439人 \| \| |                                        |  |
| 総務省統計局 国勢調査より |                                        |  |
| 1970年（昭和45年） | 6,338人                                |  |
| 1975年（昭和50年） | 6,025人                                |  |
| 1980年（昭和55年） | 5,637人                                |  |
| 1985年（昭和60年） | 5,588人                                |  |
| 1990年（平成2年） | 5,160人                                |  |
| 1995年（平成7年） | 5,015人                                |  |
| 2000年（平成12年） | 4,770人                                |  |
| 2005年（平成17年） | 4,457人                                |  |
| 2010年（平成22年） | 4,145人                                |  |
| 2015年（平成27年） | 3,825人                                |  |
| 2020年（令和2年） | 3,439人                                |  |

## 歴史

### 年表
- 1874年（明治7年）11月7日 - 筑摩県筑摩郡野尻村、長野村、殿村及び須原村が合併して、大桑村が発足する。
- 1876年（明治9年）8月21日 - 長野県の所属となる。
- 1879年（明治12年）1月4日 - 郡区町村編制法の施行により、大桑村が西筑摩郡の所属となる。
- 1881年（明治14年）3月12日 - 大桑村が分割して、野尻村、長野村、殿村及び須原村が発足する。
- 1889年（明治22年）4月1日 - 町村制の施行により、長野村、須原村、殿村及び野尻村の区域をもって、大桑村が発足する。
- 1923年（大正12年）7月18日 - 大水害で死者・行方不明81人[2]。
- 1968年（昭和43年）5月1日 - 西筑摩郡が名称を変更して、木曽郡となる。
- 2003年（平成15年）4月1日 - 大桑村立野尻小学校・大桑村立大桑小学校・大桑村立須原小学校が統合されて大桑村立大桑小学校が開校。
- 2003年（平成15年）6月24日 - 大桑村の南に隣接する南木曽町と任意協議会「木曽南部任意合併協議会」を設置する。
- 2004年（平成16年）9月12日 - 南木曽町及び大桑村の合併の是非を問う住民アンケートを行うも、両町村ともに反対多数で合併を断念。大桑村、南木曽町両町村は単独自治継続。

### 変遷表
| 明治元年             | 明治7年 11月7日      | 明治9年 8月21日      | 明治12年 1月4日 郡区町村 編成法施行 | 明治14年 3月12日       | 明治22年 4月1日 町村制施行 | 昭和43年 5月1日 郡名変更 | 現在                 |
| -------------------- | -------------------- | -------------------- | ----------------------------------- | ---------------------- | -------------------------- | ------------------------ | -------------------- |
| 信濃国 筑摩郡 長野村 | 筑摩県 筑摩郡 大桑村 | 長野県 筑摩郡 大桑村 | 長野県 西筑摩郡 大桑村              | 長野県 西筑摩郡 長野村 | 長野県 西筑摩郡 大桑村     | 長野県 木曽郡 大桑村     | 長野県 木曽郡 大桑村 |
| 信濃国 筑摩郡 須原村 | 筑摩県 筑摩郡 大桑村 | 長野県 筑摩郡 大桑村 | 長野県 西筑摩郡 大桑村              | 長野県 西筑摩郡 須原村 | 長野県 西筑摩郡 大桑村     | 長野県 木曽郡 大桑村     | 長野県 木曽郡 大桑村 |
| 信濃国 筑摩郡 殿村   | 筑摩県 筑摩郡 大桑村 | 長野県 筑摩郡 大桑村 | 長野県 西筑摩郡 大桑村              | 長野県 西筑摩郡 殿村   | 長野県 西筑摩郡 大桑村     | 長野県 木曽郡 大桑村     | 長野県 木曽郡 大桑村 |
| 信濃国 筑摩郡 野尻村 | 筑摩県 筑摩郡 大桑村 | 長野県 筑摩郡 大桑村 | 長野県 西筑摩郡 大桑村              | 長野県 西筑摩郡 野尻村 | 長野県 西筑摩郡 大桑村     | 長野県 木曽郡 大桑村     | 長野県 木曽郡 大桑村 |

## 行政

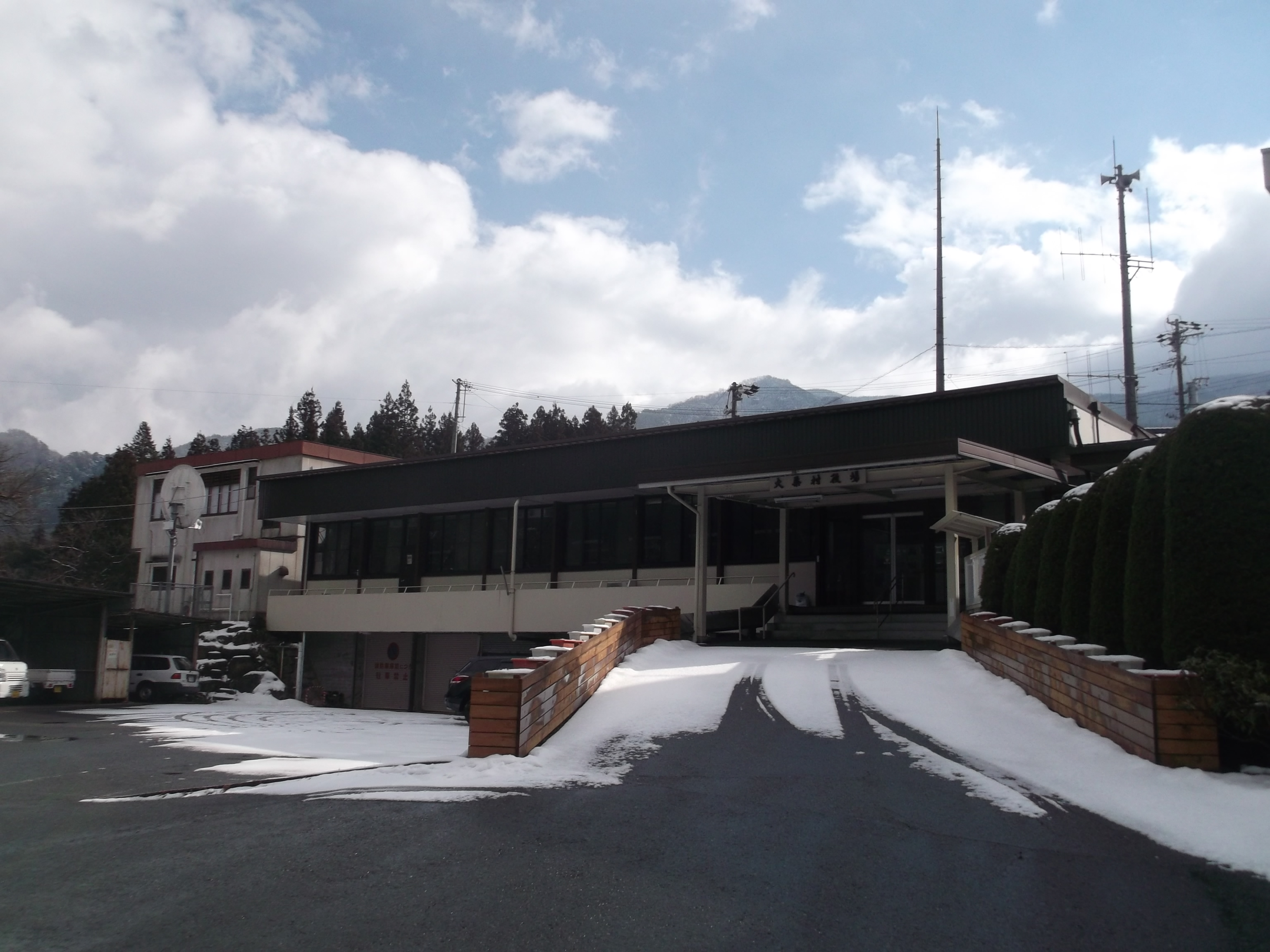
旧大桑村役場（大桑村大字長野2778）

旧大桑村役場（大桑村大字長野2778及び2771-8）は1960年（昭和35年）竣工の建物であり、老朽化が進んでいたため、2022年（令和4年）5月に新庁舎が開庁した。

### 村長
- 貴舟豊（2008年10月13日就任 4期目）

### 広域連合
- 木曽広域連合

### 姉妹都市・提携都市

#### 国外
姉妹都市
- イリノイ州シェルビービル（英語版）（アメリカ合衆国）

#### 国内
姉妹都市
- 長野県南佐久郡川上村
- 長野県下伊那郡根羽村
- 愛知県北名古屋市

観光提携
- 日間賀島観光協会

## 施設

### 警察
本部
- 長野県警察 木曽警察署

駐在所
- 須原駐在所（大桑村）
- 野尻駐在所（大桑村）

### 消防
本部
- 木曽広域消防本部

### 放送所
- NHK大桑ラジオ中継放送所

### 中継局
- 大桑中継局

## 教育

### 中学校
- 大桑村立大桑中学校

### 小学校
- 大桑村立大桑小学校

### 図書館
- 大桑村図書館

## 交通

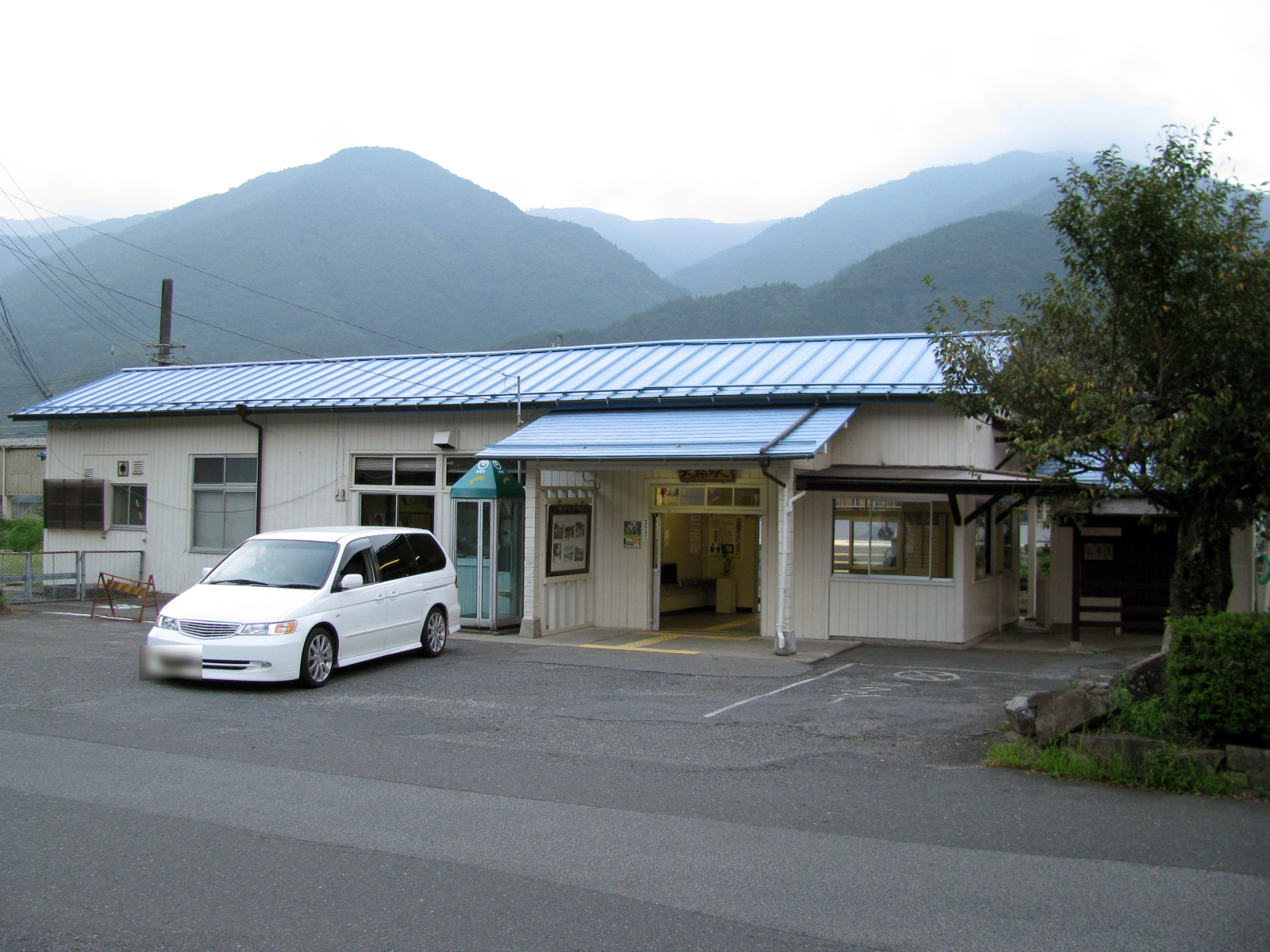
大桑駅

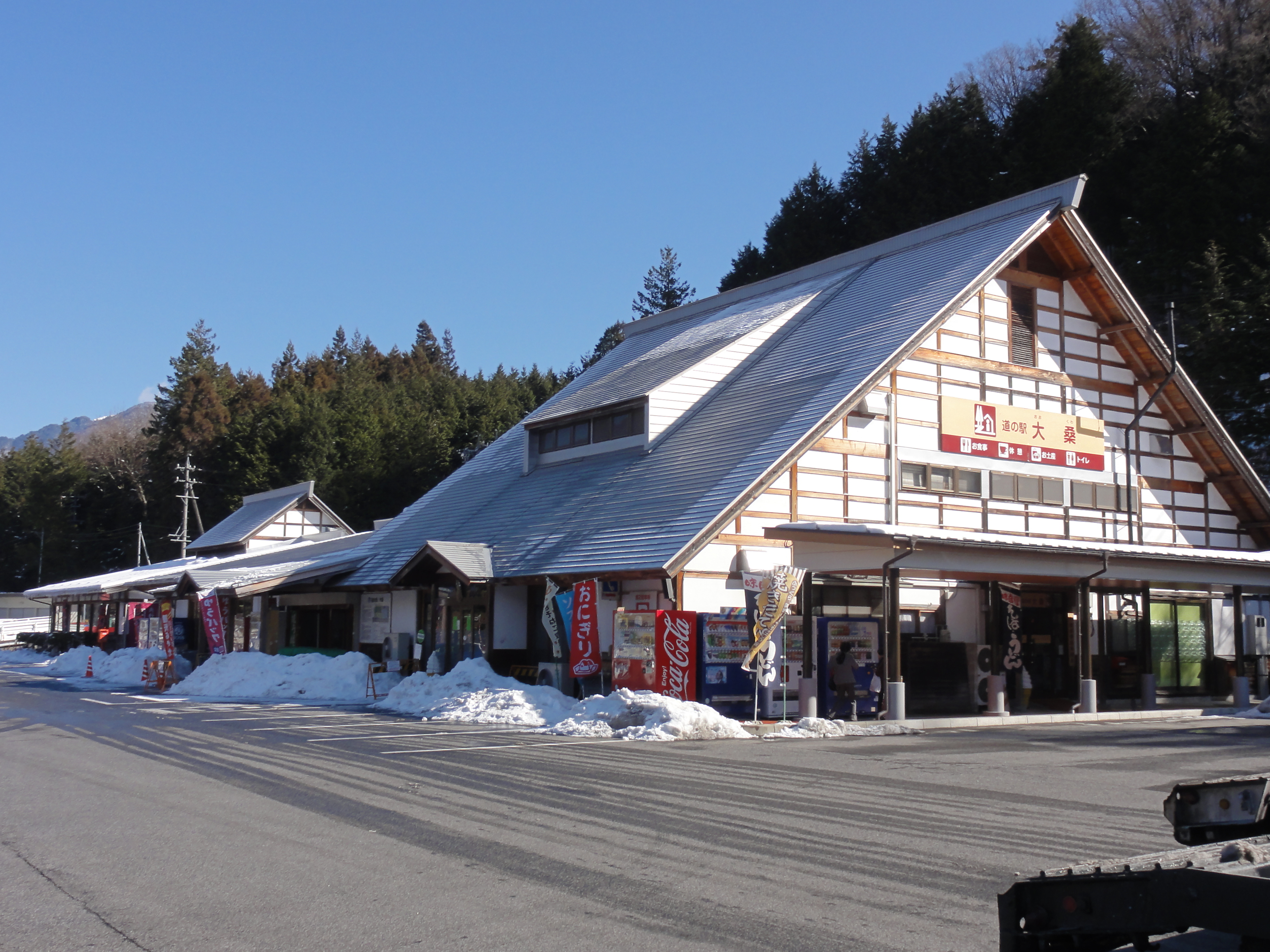
道の駅大桑

### 鉄道
村の中心となる駅：大桑駅
東海旅客鉄道（JR東海）
- 中央本線：- 野尻駅 - 大桑駅 - 須原駅

### バス
路線バス
- 大桑村営バス「くわちゃんバス」

### 道路
国道
- 国道19号

道の駅
- 大桑

## 名所・旧跡・観光スポット

### 名所・旧跡
- 中山道
  - 須原宿
  - 野尻宿
  - 岩出観音

### 寺院
- 定勝寺 - 重要文化財。
- 妙覚寺
- 池口寺
- 天長院
- 善光寺

### 主な神社
- 白山神社 - 重要文化財。
- 鹿島神社

### 観光スポット
- 阿寺渓谷
- のぞきど森林公園
- 道の駅大桑

## 出身著名人
- 池口修次 - 政治家（参議院議員）。民主党所属。
- 藤懸貴志 - 日本中央競馬会騎手。
- 高見澤勝 ‐ 陸上競技指導者。佐久長聖高等学校駅伝部監督。
- ジャック武田 - マジシャン[5]